# Ruminococcus
Ruminococcus è un genere di batterio appartenente alla famiglia delle Lachnospiraceae.